# Bonson (Alpes-Maritimes)
Pour les articles homonymes, voir Bonson.
Bonson est une commune française située dans le département des Alpes-Maritimes en région Provence-Alpes-Côte d'Azur. Ses habitants sont appelés les Bonsonnois.
En niçois (Georges Castellana), son nom s'écrit Bounsoun ou Bonson (selon la norme classique) est ses habitants sont appelés lu Bounsounenc ou lu Bounsoulenc, ou lu Bonsounencs, lu Bonsolencs

## Géographie

### Localisation

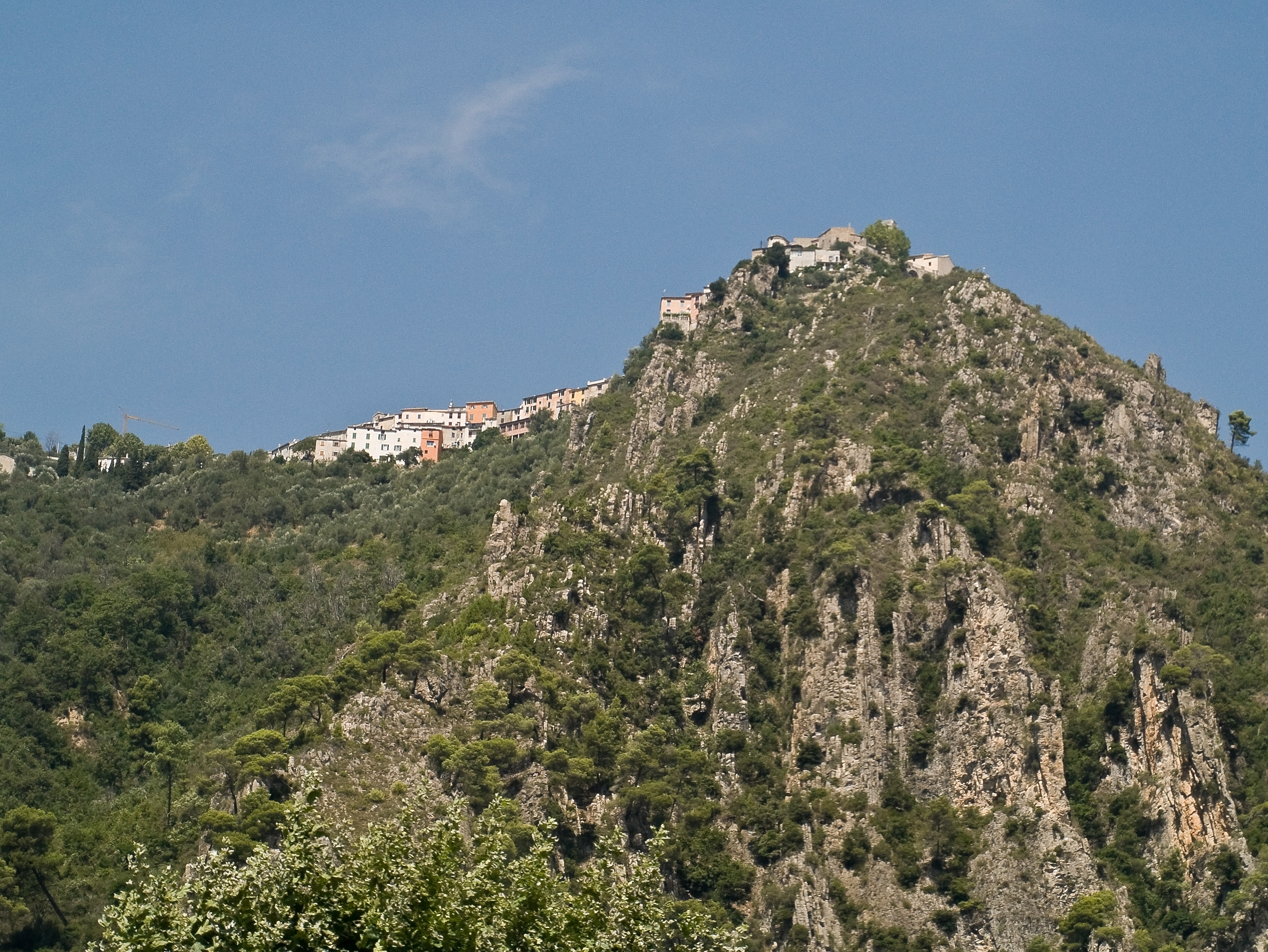
Le village perché de Bonson, vu de la vallée du Var.

Bonson est situé à une demi-heure de la côte et une heure des stations de sports d’hiver d’Auron et Isola 2000.

### Géologie et relief
Village perché sur un contrefort du mont Vial, le village de Bonson domine la vallée du Var et la vallée de l'Estéron du haut d'un éperon rocheux de plus de 300 mètres.

### Catastrophes naturelles - Sismicité
Le 2 octobre 2020, de nombreux villages des diverses vallées des Alpes-Maritimes (Breil-sur-Roya, Fontan, Roquebillière, St-Martin-Vésubie, Tende...) sont fortement impactés par un "épisode méditerranéen" de grande ampleur. Certains hameaux sont restés inaccessibles jusqu'à plus d'une semaine après la catastrophe et l'électricité n'a été rétablie que vers le 20 octobre. L'Arrêté du 7 octobre 2020 portant reconnaissance de l'état de catastrophe naturelle a identifié 55 communes, dont Bonson, au titre des "Inondations et coulées de boue du 2 au 3 octobre 2020".
Commune située dans une zone de sismicité moyenne,.

### Hydrographie et les eaux souterraines
Cours d'eau sur la commune ou à son aval, :
- fleuve le Var[9],
- rivière la Vésubie,
- vallon des hirondelles,
- ravin de villar,
- ruisseau le latti.

Bonson dispose de deux stations d'épuration :
- Bonson Village, d'une capacité de 500 équivalent-habitants[10],
- Bonson -quartier du Gabre, d'une capacité de 600 équivalent-habitants[11].

### Climat
Pour des articles plus généraux, voir Climat de Provence-Alpes-Côte d'Azur et Climat des Alpes-Maritimes.
En 2010, le climat de la commune est de type climat méditerranéen franc, selon une étude du Centre national de la recherche scientifique s'appuyant sur une série de données couvrant la période 1971-2000. En 2020, Météo-France publie une typologie des climats de la France métropolitaine dans laquelle la commune est exposée à un climat méditerranéen et est dans la région climatique Var, Alpes-Maritimes, caractérisée par une pluviométrie abondante en automne et en hiver (250 à 300 mm en automne), un très bon ensoleillement en été (fraction d’insolation > 75 %), un hiver doux (8 °C) et peu de brouillards.
Pour la période 1971-2000, la température annuelle moyenne est de 14 °C, avec une amplitude thermique annuelle de 15,7 °C. Le cumul annuel moyen de précipitations est de 950 mm, avec 5,6 jours de précipitations en janvier et 3,4 jours en juillet. Pour la période 1991-2020, la température moyenne annuelle observée sur la station météorologique de Météo-France la plus proche, « Levens », sur la commune de Levens à 3 km à vol d'oiseau, est de 12,9 °C et le cumul annuel moyen de précipitations est de 982,1 mm. 
La température maximale relevée sur cette station est de 35,1 °C, atteinte le 28 juin 2019 ; la température minimale est de −7,8 °C, atteinte le 6 février 2012,,.
Les paramètres climatiques de la commune ont été estimés pour le milieu du siècle (2041-2070) selon différents scénarios d'émission de gaz à effet de serre à partir des nouvelles projections climatiques de référence DRIAS-2020. Ils sont consultables sur un site dédié publié par Météo-France en novembre 2022.

### Voies de communications et transports

#### Voies routières
Départementale 17 La Roquette-sur-Var, pont Charles-Albert, à partir de la Route nationale 202.

#### Transports en commun
Transport en Provence-Alpes-Côte d'Azur
- Réseau Lignes d'Azur[19].
- Le T.A.D. (Transport à la demande)[20].

### Intercommunalité
Commune membre de la Métropole Nice Côte d'Azur.

## Urbanisme
La commune disposait d'un plan d'occupation des sols et s'est engagée dans le PLU métropolitain.

### Typologie
Au 1er janvier 2024, Bonson est catégorisée commune rurale à habitat dispersé, selon la nouvelle grille communale de densité à 7 niveaux définie par l'Insee en 2022.
Elle est située hors unité urbaine. Par ailleurs la commune fait partie de l'aire d'attraction de Nice, dont elle est une commune de la couronne,. Cette aire, qui regroupe 100 communes, est catégorisée dans les aires de 200 000 à moins de 700 000 habitants,.

### Occupation des sols
L'occupation des sols de la commune, telle qu'elle ressort de la base de données européenne d’occupation biophysique des sols Corine Land Cover (CLC), est marquée par l'importance des forêts et milieux semi-naturels (94,8 % en 2018), une proportion sensiblement équivalente à celle de 1990 (95 %). La répartition détaillée en 2018 est la suivante : 
forêts (68,2 %), milieux à végétation arbustive et/ou herbacée (21,5 %), zones urbanisées (5,2 %), espaces ouverts, sans ou avec peu de végétation (5,1 %).
L'évolution de l’occupation des sols de la commune et de ses infrastructures peut être observée sur les différentes représentations cartographiques du territoire : la carte de Cassini (XVIIIe siècle), la carte d'état-major (1820-1866) et les cartes ou photos aériennes de l'IGN pour la période actuelle (1950 à aujourd'hui).

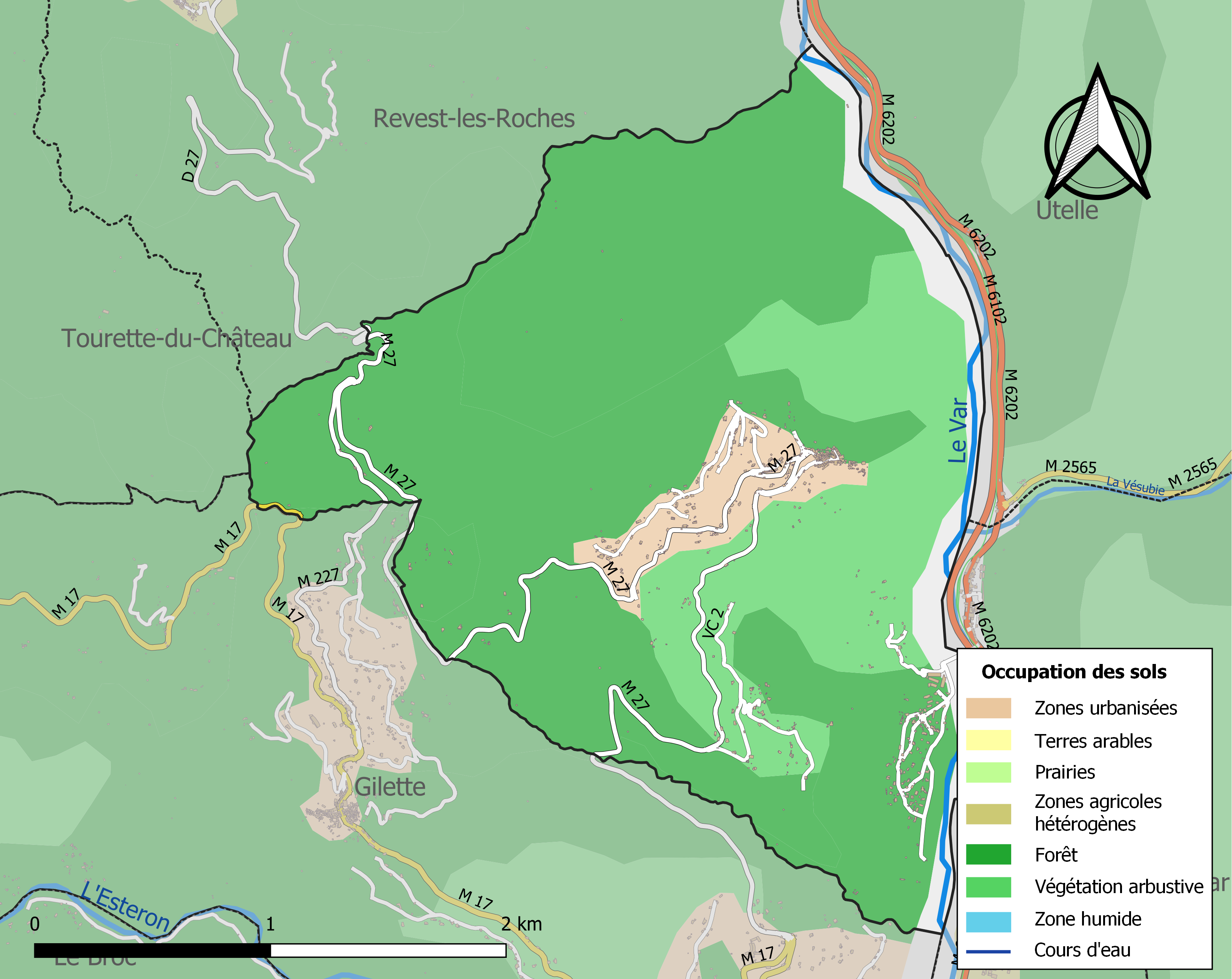
Carte de l'occupation des sols de la commune en 2018 (CLC).

## Histoire
Bonson a toujours appartenu au comté de Nice et faisait partie du grand diocèse de Glandèves.
Jusqu'à la construction de la route menant à Puget-Théniers en longeant le Var, les voyageurs souhaitant aller de Nice à Puget-Théniers devaient passer par Aspremont, Castagniers, Saint-Martin-du-Var et franchissaient le Var sur les épaules d'un habitant ou sur une barque, puis grimpaient jusqu'à Bonson qui était un village d'étape, et continuaient par Revest-les-Roches, Toudon, Ascros et Puget-Théniers. De Bonson, on pouvait remonter l'Estéron. De Puget-Théniers, on accédait au val d'Entraunes. En 1675, les habitants demandent la construction du pont de Bonson, sur le Var, en 1675. Le seigneur de Gilette, qui possédait le droit de barque sur le passage du Var, s'opposa à cette construction. Le gouverneur de Nice, Antoine de Savoie, y est favorable pour améliorer le commerce. Le pont est construit à partir de 1677, mais n'a pas résisté aux crues du Var et n'existe plus en 1700. Un nouveau pont avait été construit, mais il s'effondre en 1829. Il a été remplacé par le pont Charles-Albert, pont suspendu construit à partir de 1849, jusqu'à sa réception en novembre 1852
À partir du XVIIIe siècle, la seigneurie de Bonson passe à plusieurs titulaires tels que les Liti, les Lascaris, les Chabaud et les De Gubernatis.
Au milieu du XIXe siècle, avec l'avènement d'une république durable, l'oppression des seigneurs disparaît mais les catastrophes naturelles persistent ; le 23 février 1887, un tremblement de terre endeuille la commune. Il faut compter également avec les maladies et les invasions d'insectes destructeurs de récoltes.

## Héraldique
| Blason de Bonson | Blason  | D’azur au mont escarpé de six coupeaux d’argent, mouvant de la pointe et surmonté d’une flèche tombante du même. |
| Blason de Bonson | Détails | Le statut officiel du blason reste à déterminer.                                                                 |

## Économie

### Entreprises et commerces

#### Agriculture
Le village est également connu pour l'huile d'olive qui y est produite. La commune est située dans l'aire de l'appellation d'origine contrôlée « Huile d'olive de Nice ».
- Moulin à huile[30].

#### Tourisme
- Gîtes à Carros, Levens, Saint-Martin-du-var.

#### Commerces
- Commerces et services de proximité[31].

## Politique et administration
| Période | Période  | Identité           | Étiquette | Qualité       |
| ------- | -------- | ------------------ | --------- | ------------- |
| 1983    | 2020     | Jean-Marie Audoli  | DVG       | Fonctionnaire |
| 2020    | En cours | Jean-Claude Martin |           |               |

Depuis le 1er janvier 2014, Bonson fait partie de la métropole Nice Côte d'Azur. Elle était auparavant membre de la communauté de communes de la vallée de l'Estéron, jusqu'à la disparition de celle-ci lors de la mise en place du nouveau schéma départemental de coopération intercommunale.

### Budget et fiscalité 2019

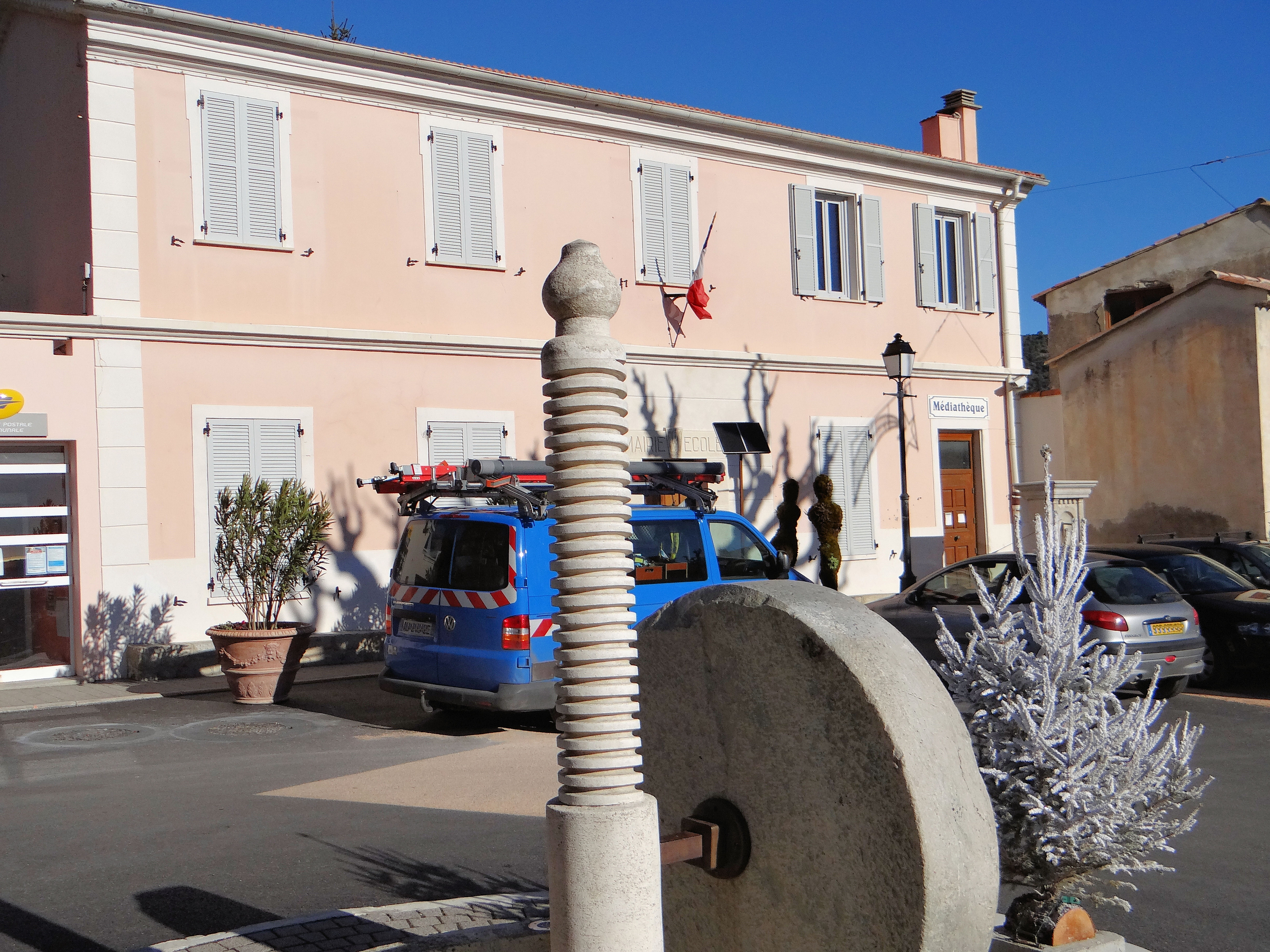
Mairie, médiathèque, agence postale.

En 2019, le budget de la commune était constitué ainsi :
- total des produits de fonctionnement : 698 000 €, soit 941 € par habitant ;
- total des charges de fonctionnement : 510 000 €, soit 687 € par habitant ;
- total des ressources d'investissement : 494 000 €, soit 66 € par habitant ;
- total des emplois d'investissement : 792 000 €, soit 1 067 € par habitant ;
- endettement : 673 000 €, soit 907 € par habitant.

Avec les taux de fiscalité suivants :
- taxe d'habitation : 12,52 % ;
- taxe foncière sur les propriétés bâties : 23,51 % ;
- taxe foncière sur les propriétés non bâties : 67,98 % ;
- taxe additionnelle à la taxe foncière sur les propriétés non bâties : 0,00 % ;
- cotisation foncière des entreprises : 0,00 %.

Chiffres clés Revenus et pauvreté des ménages en 2017 : médiane en 2017 du revenu disponible, par unité de consommation : 23 000 €.

### Jumelage
Elle est jumelée avec : 
- Bonson (Loire) depuis 2025[34]

## Population et société

### Démographie

#### Évolution démographique
L'évolution du nombre d'habitants est connue à travers les recensements de la population effectués dans la commune depuis 1793. Pour les communes de moins de 10 000 habitants, une enquête de recensement portant sur toute la population est réalisée tous les cinq ans, les populations de référence des années intermédiaires étant quant à elles estimées par interpolation ou extrapolation. Pour la commune, le premier recensement exhaustif entrant dans le cadre du nouveau dispositif a été réalisé en 2008.

En 2022, la commune comptait 728 habitants, en évolution de −1,22 % par rapport à 2016 (Alpes-Maritimes : +2,85 %, France hors Mayotte : +2,11 %).
| 1793 | 1800 | 1806 | 1822 | 1838 | 1848 | 1858 | 1861 | 1866 |
| ---- | ---- | ---- | ---- | ---- | ---- | ---- | ---- | ---- |
| 350  | 352  | 374  | 409  | 497  | 472  | 440  | 408  | 420  |

| 1872 | 1876 | 1881 | 1886 | 1891 | 1896 | 1901 | 1906 | 1911 |
| ---- | ---- | ---- | ---- | ---- | ---- | ---- | ---- | ---- |
| 375  | 372  | 405  | 381  | 381  | 392  | 393  | 404  | 409  |

| 1921 | 1926 | 1931 | 1936 | 1946 | 1954 | 1962 | 1968 | 1975 |
| ---- | ---- | ---- | ---- | ---- | ---- | ---- | ---- | ---- |
| 371  | 291  | 319  | 328  | 201  | 201  | 210  | 232  | 235  |

| 1982 | 1990 | 1999 | 2006 | 2008 | 2013 | 2018 | 2022 | - |
| ---- | ---- | ---- | ---- | ---- | ---- | ---- | ---- | - |
| 288  | 456  | 601  | 660  | 677  | 727  | 737  | 728  | - |

### Enseignement
Établissements d'enseignements :
- Écoles maternelles et primaires,
- Collèges à Saint-Martin-du-Var, Carros, Levens,
- Lycées à Drap, Nice, Vence.

### Santé
Professionnels et établissements de santé :
- Médecins à Levens, Gilette, Saint-Martin-du-Var,
- Pharmacies à Levens, Gilette, Saint-Martin-du-Var,
- Hôpitaux à Villars-sur-Var, Saint-Jeannet, Vence.

### Cultes
- Culte catholique, Paroisse Notre-Dame de Miséricorde[41], Diocèse de Nice.

## Lieux et monuments

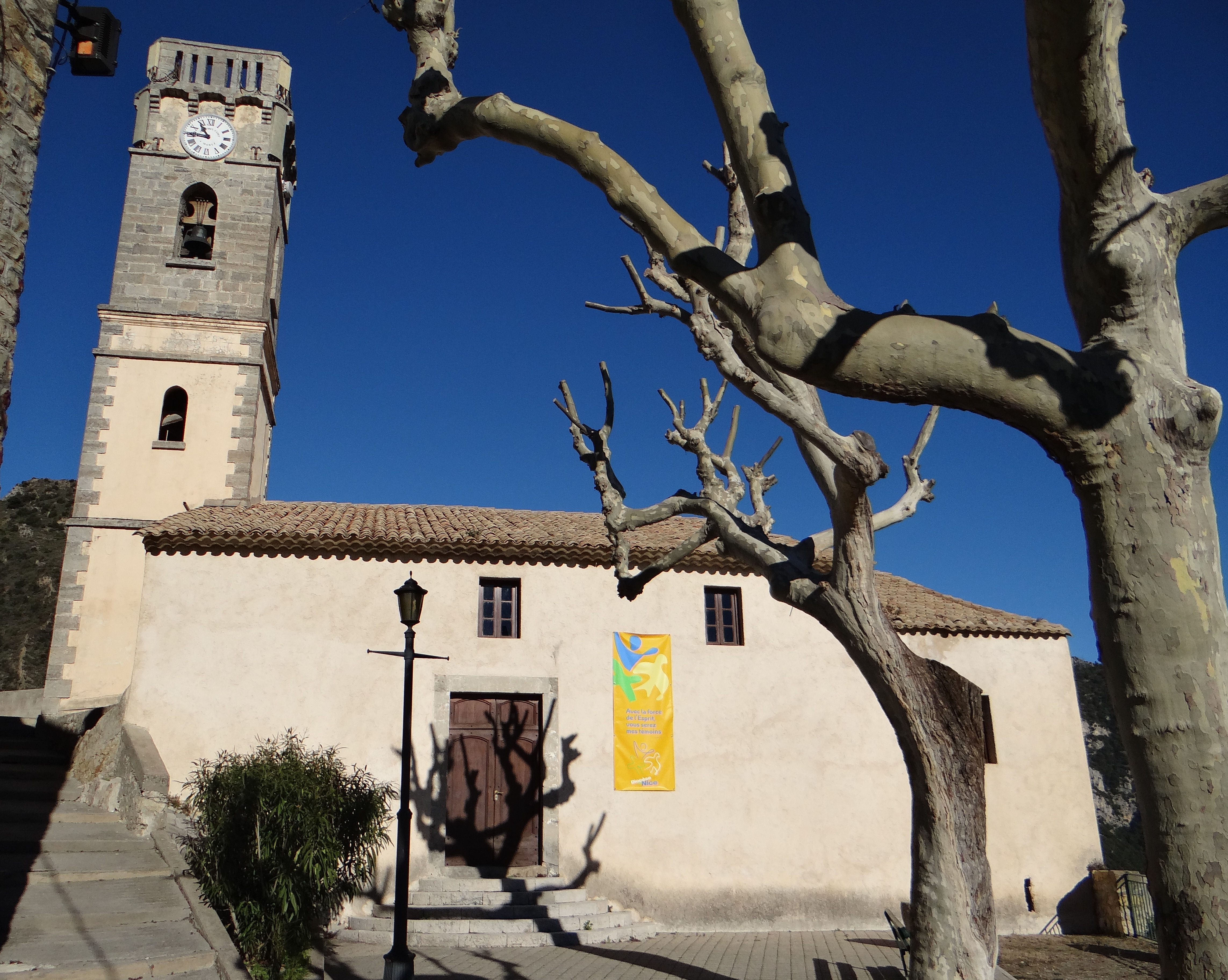
Église Saint-Benoît.

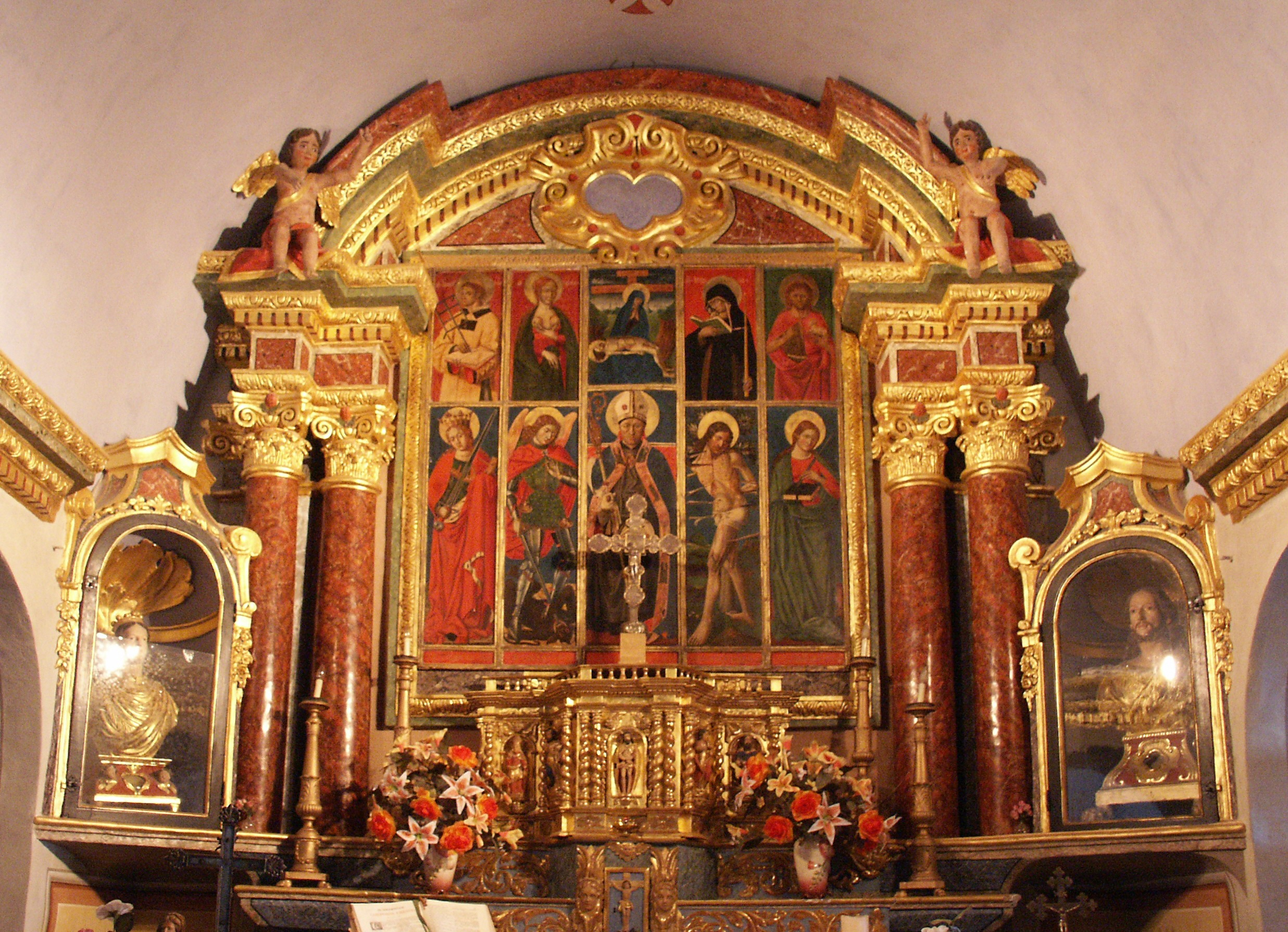
Le retable de saint Benoît, patron de l'église, avec la Vierge de Pitié au-dessus.

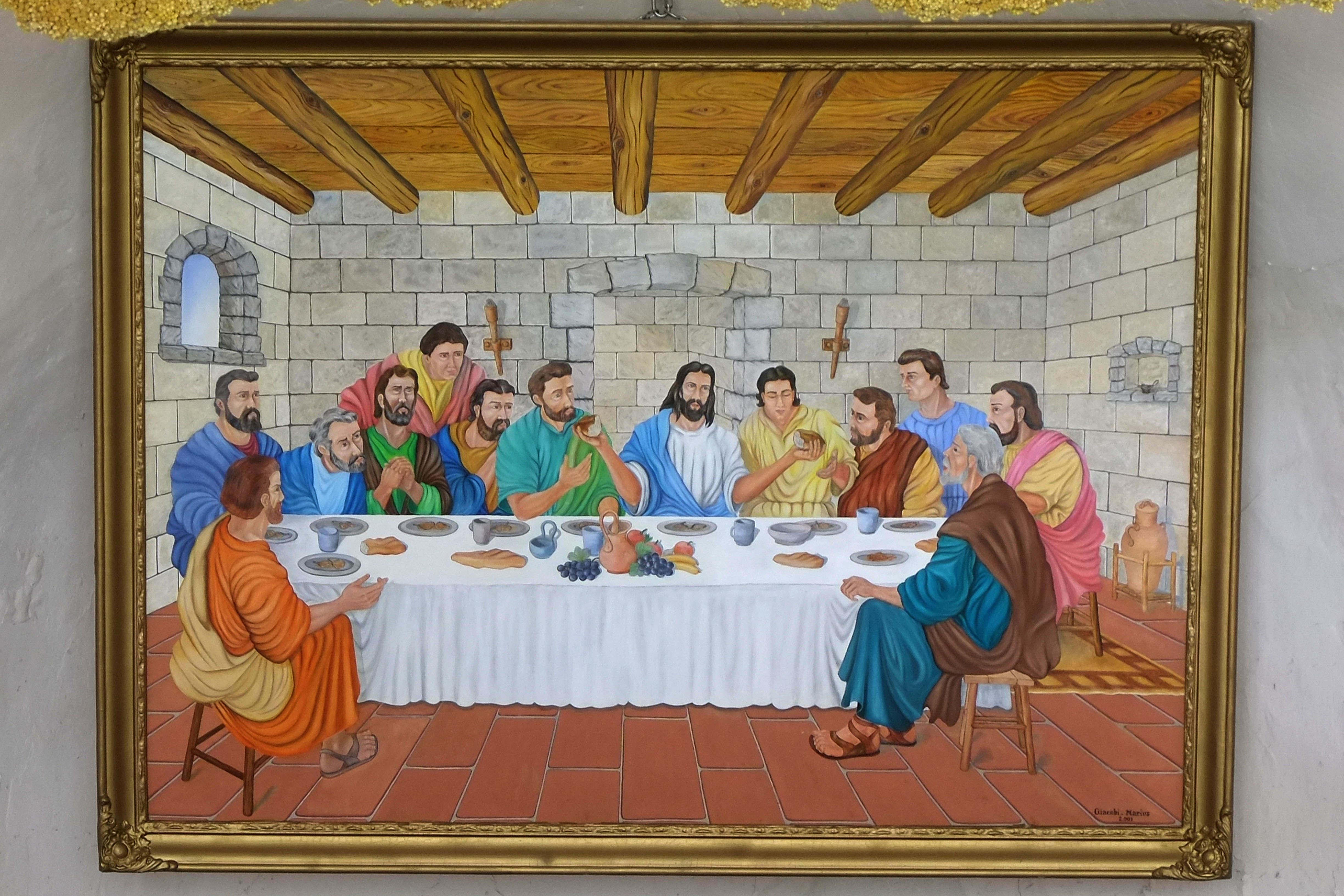
Tableau de la Cène dans la chapelle Saint-Hospice.

- Église paroissiale Saint-Benoît[42] du XVIe siècle et son mobilier classé au titre des monuments historiques dont trois retables du XVIe siècle[43],[44],[45] :
  - retable de saint Benoît, attribué à Jacques Durandi. Saint Benoît est le patron de l'église, il est placé sous une Vierge de Pitié. À gauche, on peut voir sainte Agathe qui tient ses deux seins tranchés et saint Laurent,  à sa droite sainte Brigitte et saint Jean-Baptiste. En dessous, saint Michel et sainte Catherine armée d'un glaive, de l'autre côté saint Sébastien.
  - retable de saint Jean-Baptiste, d'Antoine Bréa. Saint Jean-Baptiste est entouré de sainte Claire et sainte Catherine. Au-dessus, on voit l'ange Gabriel et l'Annonciation, Jésus ressuscité et les saintes femmes au tombeau, la Vierge en prière. La prédelle représente le Christ entouré des douze apôtres. La partie centrale du tableau a été repeinte.
  - retable de saint Antoine. Sur ce dernier on peut voir sainte Gertrude couverte de rats car elle était invoquée pour lutter contre l'invasion des rats ou qui pourrait être une expression votive contre la peste.

L'église comprend d'autres tableaux datant du XVIIe siècle - une Sainte Trinité - au XIXe siècle - Mort de saint Joseph.
- Chapelles :
  - Chapelle Saint-Hospice dédiée à saint Hospice. La Saint-Hospice est l’occasion d’une procession où l’on porte la statue de saint Hospice sculptée par Marius Giacobi [46].
  - Chapelle du Passet[47], dédiée à saint Antoine de Padoue. Elle a été construite par le révérend Ludovic Aimardo et inaugurée le 4 mai 1704. Elle a été restaurée par Édouard Scoffier et son fils, en 1921. La municipalité l'a récemment restaurée pour s'en servir dans le cadre des activités culturelles de la commune. Grâce à des dons, elle a reçu une peinture en 2007 représentant Notre-Dame du Rosaire réalisée par Igor Mustinov[48].
  - Chapelle Saint Antoine[49].
  - Chapelle Saint Jean Baptiste[50].
  - Chapelle Saint Hospice[51].
- Monument aux morts[52],[53].
- Moulin à huile[54],[55].

## Culture
La commune de Bonson organise depuis 2003, en partenariat avec les associations et les entreprises locales, un festival d'art contemporain.
Né du concept de l'art du peu développé par Jean Mas, membre de l'École de Nice, le Festival du Peu... repose sur le principe suivant : avec un peu, on peut faire beaucoup.
Le thème du festival est différent chaque année et les habitants de la commune sont invités à produire leurs œuvres qui sont exposées pendant le festival.
Chaque année, les Bonsonnois et une vingtaine d'artistes contemporains de renommée nationale exposent leurs œuvres dans cinq lieux de la commune.
Des concerts, des spectacles pour enfants, des pièces de théâtre, des ateliers et des repas dans la rue sont organisés pendant cette quinzaine.

## Personnalités liées à la commune
- Tristan Garner est un DJ international qui a passé son enfance à Bonson.